# Platja del Golfet
La platja del Golfet és una platja natural de Calella de Palafrugell (Palafrugell, Baix Empordà), encaixada enmig del rocallós tram de costa on comença l'Espai Natural Protegit de Castell-Cap Roig. Es troba al centre d'una petita badia flanquejada per la punta dels Forcats, cap a llevant, i del cap Roig, cap a ponent. Orientada a l'est, té una llargada de 75 metres i una d'amplada de 17 metres, composta de sorra granada i un pendent d'entrada a l'aigua molt fort. S'hi pot accedir a peu a través d'un tram d'escales o del camí de ronda. Registra un alt grau d'ocupació a l'estiu. No disposa de cap servei. A prop de la platja hi ha el castell i el Jardí Botànic de Cap Roig.
L'Agència Catalana de l'Aigua efectua un control setmanal de la qualitat de l'aigua, durant la temporada de bany, amb el resultat d'excel·lent.
Antigament es coneixia com a Cau Toixó, degut al notable presència d'aquests mamífers, que solen viure encauats i que surten de nit a buscar menjar. Amb l'arribada del turisme es va reemplaçar la denominació per Golfet, que resultava més moderna i designava tota la badia en general, des de la punta dels Forcats fins al cap Roig. Sembla que Golfet era emprat per la gent marinera i Cau Toixó per la de procedència terrassana.
En un origen i fins a principis dels 60 la Cala del Golfet només tenia accés per mar i era un penya-segat amb roques procedents dels esllavissaments, com moltes de les cales de la zona. Va ser a principis dels seixanta quan l'empresari local de la construcció Antonio Cruz Conesa, aprofitant la urbanització de la zona del Golfet, va demanar a l'administració permís per avocar centenars de camions amb sorra gresa perquè amb l'ajut dels temporals s'anés formant una platja tal com finalment va succeir. D'aquesta manera, els turistes i habitants de la zona no s'haurien de desplaçar fins a les platges de Calella de Palafrugell. Durant molts anys es podia apreciar restes de la muntanya de sorra que s'havia anat avocant des del mirador i que actualment en queden pocs indicis. Mentre s'anava formant i ampliant la platja del Golfet l'empresari Antonio Cruz va finançar i construir el mirador i les escales d'accés a la cala, així com el camí de ronda fins a Calella de Palafrugell, per tal de facilitar l'accés a tothom. A principis del 2000 l'accés a les escales del mirador va ser barrat degut al risc d'esllavissades. El 2004 es van reparar les escales i es va reobrir l'accés a la platja.